# Beluga Lake (Beluga River)
Der Beluga Lake ist ein 41,5 km² großer Gletscherrandsee im Südwesten Alaskas.
Der Beluga Lake liegt 90 km westlich von Anchorage am Fuße der Tordrillo Mountains. Der auf einer Höhe von 75 m gelegene Beluga Lake ist 11,2 km lang und 5,2 km breit. Der See entstand als Gletscherrandsee des Triumvirate-Gletschers. Aufgrund dessen Rückzugs reicht dessen Gletscherzunge nur noch 5,5 km an das westliche Seeufer heran. Zwei Abflüsse entwässern den Gletscher zum Beluga Lake. In das südöstliche Seeufer mündet der Chichantna River, der den Abfluss des Capps-Gletschers darstellt. Der Coal Creek, ein weiterer Zufluss, mündet in das nördliche Seeufer. Über den Beluga River wird der Beluga Lake nach Osten zum Cook Inlet hin entwässert. 
Benannt wurde der See im Jahr 1904 vom U.S. Geological Survey (USGS) nach dessen Abfluss, den Beluga River.